# 假面騎士×假面騎士 W & Decade Movie大戰2010
《假面騎士×假面騎士W&Decade MOVIE大戰 2010》（日语：仮面ライダー×仮面ライダー ダブル&ディケイド MOVIE大戦2010），是日本特攝節目《假面騎士Decade》和《假面騎士W》聯動劇場版，「MOVIE大戰系列」首部作品。日本於2009年12月12日上映，中國騰訊視頻于2019年8月21日上架。

## 本作特色
- 本劇劇情分為三部分依序為Decade完結編、W 初始之夜（Begins Night)、最後才為Decade跟W聯手打擊怪人的MOVIE大戰2010。
- 其中，Decade完結編的主筆編劇為米村正二，寫作風格為結構鬆散、邏輯跳脫，W的初始之夜（Begins Night）的主筆編劇為三條陸，寫作風格為結構嚴謹、邏輯井然。此劇前面兩部分各為負責的腳本家所撰寫，最後一部分再同時融合此兩位不同風格的腳本家一起聯合寫作劇本。
- W 初始之夜（Begins Night）為W的第0集（Episode 0）也是作為《假面騎士W》『誕生之謎』，而Decade完結編是作為《假面騎士Decade》『本篇結局』。
- 本作繼《劇場版 假面騎士龍騎 EPISODE FINAL》後，第二次出現正規性的女性騎士。
- 本作繼前作《劇場版 假面騎士Decade 全騎士 VS 大修卡》後歴代10平成騎士將於本作再次齊聚登場。
- 本作為《MOVIE大戰》系列的第一部作品，亦是2000年代最後一部《假面騎士系列》劇場版作品。
- 本作為《假面騎士系列》首部於冬季上映的劇場版作品。
- 《假面騎士W》本篇中即將現身的Fang Joker形態於本作先行登場。
- 本作的時間點位於《假面騎士W》本篇第12-13話之間。

## 故事概要

### DECADE完結編
DECADE被稱作假面騎士世界的破壞者，是眾多假面騎士眼中的惡魔，毀壞了相當多的假面騎士，剩下的假面騎士已經不多了。另一方面，趁此混亂局勢的大修卡軍團，想藉機從中套利復活究極的尼歐生命體，讓大修卡成長成超級修卡軍團。在一場戰鬥中，DECADE意外的被謎一樣的假面騎士Kivara擊敗，隨著DECADE的逝去，DECADE的故事也跟著消失了。女主角光夏海卻想找回DECADE的回憶，讓DECADE能夠重新連結各騎士世界、連結各騎士故事，使DECADE再度重生。這時擋在他們面前的卻是邪惡的金屬生命體托拉斯，這也證實了超級修卡軍團的尼歐生命體已經甦醒了，究竟世界會不會因此再度陷入一片混沌呢……

### 初始之夜（Begins Night）
鳴海偵探事務所的社長鳴海莊吉接到一樁委託，跟事務所內的半熟菜鳥翔太郎兩人一起前往某座小島執行委託任務，島上有一間大型企業辦公大樓，此次委託內容為這個企業藏匿了一名代稱為「命運之子」的少年，這位少年擁有地球的所有知識，這種能力卻被此企業拿來利用，開發出各式蓋亞記憶體（Gaia Memory），依賴人要求偵探事務所救出這名少年。在執行潛入大樓的過程中，兩人不幸被該企業的安管人員發現，鳴海莊吉要求翔太郎幫忙保管一只神秘黑色提箱，並且躲在暗處千萬不要輕舉妄動，自己主動現身跟安管人員展開激烈打鬥。

在此同時，翔太郎卻在無意之間看見「命運之子」走過現場，力求表現的翔太郎竟毀諾，違反莊吉的命令自行前往跟少年接觸，兩人因言語不合產生爭吵，翔太郎在盛怒之餘推了少年一把，卻意外的把少年推入傳送裝置內，瞬間傳到這棟大樓中心層的「蓋亞塔」內，並且被拘束起來。打鬥完回到現場的莊吉在知道詳情後，嚴厲地教訓了翔太郎一番，因為翔太郎擅自行動的結果，使得兩人只能往這棟大樓更深處中心層前進，侵入「蓋亞塔」救出少年，雖然成功救出了少年，但是莊吉卻在三人試圖破圍撤離時，被企業的安管人員開槍射擊倒地，臨死之前的莊吉把事務所跟這次的委託任務交給了翔太郎。翔太郎跟這名少年兩人到底能不能順利逃出此處呢……

### Movie大戰2010
超級修卡軍團成功的讓尼歐生命體甦醒，在尼歐生命體的力量引導下，往昔的超級克萊斯空中要塞也復活了，這座要塞從空中投下了巨型機械猛瑪象對假面騎士展開攻擊，Decade在超級克萊斯要塞的砲擊以及巨型機械猛瑪象的追擊下只能騎車逃竄；另一方面，誘導翔太郎產生鳴海莊吉復活錯覺的虛擬摻雜體（Dopant），最終被W識破詭計而打敗，但是不認輸的虛擬摻雜體卻開始逃亡，W只能騎車在後面追趕。在這個時間點的郊外荒野小道上，正騎著車追趕虛擬摻雜體的W，突然遇到也在騎車被超級克萊斯要塞砲擊的Decade，這時的虛擬摻雜體也趁機跳上巨型機械猛瑪象身上，指揮猛瑪象進行攻擊，兩個系列的騎士於是聯手一起打擊敵人。W跟Decade到底能不能獲勝呢……

## 登場人物

### 假面騎士Decade完結編
- 主要角色

門矢 士/假面騎士Decade(井上正大 飾）
海東 大樹/假面騎士Diend(戶谷公人 飾）
光 夏海/假面騎士Kivara(森寬和 飾）
小野寺 雄介/假面騎士空我(村井良大 飾）
光 榮次郎 / 死神博士(石橋蓮司 飾）
鳴瀧 / 佐魯大佐（奧田達士 飾）
岬 百合子/電波人塔克爾(廣瀨愛麗絲 飾）
蜂女 （及川奈央 飾）
- 平行世界假面騎士

渡/假面騎士KIVA（深澤嵐 飾）
辰巳真嗣/假面騎士龍騎（水谷百輔 飾）
劍立一真/假面騎士劍（鈴木擴樹 飾）
假面騎士Faiz（日本配音：赤羽根健治）
蘆河翔一/假面騎士顎門（山中聰 飾）
假面騎士電王/桃太洛斯（日本配音：關俊彥）
總司/假面騎士Kabuto（川岡大次郎 飾）
明日夢/假面騎士響鬼（小清水一揮 飾）

### 假面騎士W初始之夜角色
- 主要角色

1. 左 翔太郎 假面騎士W (桐山漣 飾）
2. 菲利普 假面騎士W (菅田將暉 飾）
3. 鳴海 亞樹子（山本光 飾）
4. 刃野 幹夫（灘儀武 飾）
5. 真倉俊（中川真吾 飾）
6. 園咲琉兵衛（寺田農 飾）
7. 園咲冴子（Taboo Memory，生井亞實 飾）
8. 園咲若菜（Clay Doll Memory，飛鳥凛 飾）
9. 園咲霧彦（Nasca Memory，君沢ユウキ 飾）
10. 情報屋（港譯：情報專家，なすび）
11. 聖誕仔（腹筋善之介 飾）
12. Queen（板野友美 (AKB48) 飾）
13. 伊莉莎白（河西智美 (AKB48) 飾）
14. 睦月安紗美（涉谷飛鳥 飾）
15. 睦月恵理香（沢井美優 飾）
16. 鳴海 莊吉 假面騎士Skull，(吉川晃司 飾）
17. 照井 龍（木ノ本嶺浩 飾）

## 本作假面騎士

### Decade 激情態
- 首次在《電影版 假面騎士 Decade 完結篇》裡出現是 Decade 的另一個姿態綜合能力僅次於全騎士最強型態被稱為戰鬼擁有著十分符合將一切破壞掉的破壞者的強大力量、能夠將敵人輕鬆擊潰。
- 不需要進行 Kamen Ride 就能以此型態使用各個騎士的技能（騎士的最強型態技能除外）

### 假面騎士 Kivara
變身者：光夏海
原文： / Masked Rider Kivara

#### 結構
| 結構名稱 | 簡介 |
| 頭部     |      |
| 肩部     |      |
| 胸部     |      |
| 手部     |      |
| 腳部     |      |
| 全身     |      |

### 變身形態
| 形態名稱              | 簡介                                                                                       | 外觀 | 能力 | 必殺技 |
| Empress Form 女皇形態 | 原文： 身高：175 cm 體重：60 kg 拳擊力：3 t 踢擊力：6 t 跳躍力：70 m 行動速度：100 m / 7 s |      |      |        |

#### 最強 Complete Form
- 首次在《電影版 假面騎士 Decade 完結篇》裡出現綜合能力在 Complete Form 之上是 Decade 最終形態
- 和 Complete Form 唯一不一樣的地方在於胸前9位騎士的圖案都是最強形態

道具
- K-Touch（完全觸控器）：

變身成最強 Complete Form 的必要道具。
圖案為：
「Kuuga Rising-Ultimate」→「Agito Shining」→「Ryuki Survive」→「Faiz Blaster」→「Blade King」→「Hibiki Armed」→「Kabuto Hyper」→「Den-O Super Climax」→「Kiva Emperor」→「Decade 最強 Complete」

### 假面騎士Skull
原設定上的第二位騎士，在劇場版（初始之夜／大戰篇及Movie大戰Core）出現過。
變身者為鳴海莊吉，必須裝備Lost Driver並插入Skull Memory才可變身。
於劇場版《假面騎士×假面騎士 OOO & W feat. Skull Movie大戰 Core》中證實其Driver和Memory均是Shroud所給予。
變身者的身体能力能提升至极限，因此可以作出强力的打击。(Skull Memory的功能是强化使用者的骨骼)
可使用武器Skull Magnum，和Trigger Magnum極為類似但稍有不同，同樣將Skull Memory插入前方的Maximum Slot可發動Maximum Drive，必殺技是Skull Punisher，能連續射出強力光彈。
在鳴海莊吉死後，Lost Driver和Skull Memory的下落不明。在劇場版（大戰篇）被Dummy Dopant模擬而成，並對翔太郎等人攻擊。但在最後出現的假面騎士Skull卻是另一個平行世界的假面騎士。
Lost Driver旁邊還有一個和Double Driver一樣的Maximum Slot，若插入Skull Memory發動Maximum Drive，便可使出必殺技Rider Kick，但此招的名稱是默認，並非真正的名稱，真正名稱未明。
在劇場版《假面騎士W Forever A至Z/命運的Gaia Memory》再次出現，交付Lost Driver給翔太郎變身為假面騎士Joker。
在劇場版《假面騎士×假面騎士 OOO & W feat. Skull Movie大戰 Core》中，出現了鳴海莊吉首次變身時的姿態Skull Crystal，除了沒有戴上帽子、頭部變成半透明和沒了S字傷痕外沒有分別。
（劇場版中鳴海莊吉首次變身，因為對於使用Memory而得到的力量的行為心存抗拒，故該姿態是Skull的未完全態，頭部骨骼顏色成半透明，未能發揮最強的力量。後因細數自己的罪孽而對自己身為騎士的身份得到覺悟而成為完全態。）
Skull 也有一部和RevolGarry相似的戰車，性能相同。

## 歌曲
「Stay the Ride Alive」
作詞 - 藤林聖子 / 作曲 - Ryo / 編曲 - 中川幸太郎、Ryo / 歌 - GACKT

## 外部連結
- 劇場版 ×W & Decade Movie大战2010 官网